# Pohár PARI Premjer 2023
Pohár PARI Premjer 2023 (rusky Кубок PARI Премьер 2023) byl šestý ročník fotbalového turnaje, který organizoval ruský sportovní televizní kanál Match TV patřící do mediální skupiny koncernu Gazprom. Sponzorský název PARI nese turnaj podle sázkové kanceláře.
Turnaj probíhal v ruském Petrohradu, hrálo se v Gazprom Areně, domácím stadionu Zenitu Petrohrad, a na stadionu akademie FK Zenit. Účastnily se čtyři týmy.

## Formát
Čtyři týmy hrají jednokolově každý s každým. Při remíze v základní hrací době následují penalty. Vítěz v základní hrací době dostává tři body,  za vítězství v penaltovém rozstřelu jsou dva body, poražený v rozstřelu dostává jeden bod, poražený v základní hrací době neboduje.
Při rovnosti bodů dvou týmů o pořadí v turnaji rozhoduje:
- rozdíl vstřelených a obdržených branek;
- počet vstřelených branek;
- výsledek vzájemného zápasu.

## Závěrečná tabulka
| Poř. | Tým             | Z | V | VP | PP | P | VG | OG | B |
| ---- | --------------- | - | - | -- | -- | - | -- | -- | - |
| 1.   | Crvena zvezda   | 3 | 3 | 0  | 0  | 0 | 9  | 2  | 9 |
| 2.   | Zenit Petrohrad | 3 | 1 | 1  | 0  | 1 | 4  | 3  | 5 |
| 3.   | Fenerbahçe      | 2 | 0 | 0  | 1  | 1 | 2  | 3  | 4 |
| 4.   | Neftçi Bakı     | 2 | 0 | 0  | 0  | 2 | 1  | 8  | 0 |

## Zápasy
Všechny časy zápasů jsou uvedeny v Moskevském čase (UTC+3).
| 29. června 2023 20:00 |       |               |                           |
| Neftçi Bakı           | 0 : 4 | Crvena zvezda | stadion akademie FK Zenit |
|                       |       |               | stadion akademie FK Zenit |

| 1. července 2023 19:30 |       |             |               |
| Zenit Petrohrad        | 3 : 1 | Neftçi Bakı | Gazprom Arena |
|                        |       |             | Gazprom Arena |

| 4. července 2023 19:30 |       |                 |               |
| Crvena zvezda          | 2 : 1 | Zenit Petrohrad | Gazprom Arena |
|                        |       |                 | Gazprom Arena |

| 9. července 2023 19:30 |                    |            |               |
| Zenit Petrohrad        | 0 : 0 (pen. 5 : 3) | Fenerbahçe | Gazprom Arena |
|                        |                    |            | Gazprom Arena |

| 12. července 2023 19:30 |       |               |                           |
| Fenerbahçe              | 1 : 3 | Crvena zvezda | stadion akademie FK Zenit |
|                         |       |               | stadion akademie FK Zenit |

| 15. července 2023 14:00 |       |            |                           |
| Neftçi Bakı             | 0 : 1 | Fenerbahçe | stadion akademie FK Zenit |
|                         |       |            | stadion akademie FK Zenit |